# Sincronización de audio y video
La sincronización de audio y vídeo, se refiere a la temporización relativa de partes de audio (sonido) y de vídeo (imagen) durante la creación, posproducción (mezcla), la transmisión, la recepción y la reproducción. Cuando el sonido y el vídeo tienen una causa relacionada con el tiempo y el efecto, la sincronización puede ser un problema en la televisión, videoconferencia, en una película, etc.

## Errores
Los errores de sincronización de labios s.l.s más observados por los televidentes, (es decir, personas no profesionales involucradas en la industria de la televisión), en un primer plano de la cara de un personaje, como un presentador de noticias. Este error de temporización (es decir, error de sincronización de labios) puede oscilar de cero a unos cuantos segundos. El error normalmente varía lentamente en una cantidad significativa a lo largo de un programa de televisión. En terminología de la industria del error de sincronización de labios se expresa como una cantidad de tiempo que el audio se aparta de la perfecta sincronización con el vídeo donde un número positivo indica que el tiempo de audio está adelantado respecto al de vídeo, y un número negativo indica que el audio se retrasa respecto al vídeo. Esta estandarización de la terminología y el error de sincronización de labios numérico se utilizan en la industria de la radiodifusión profesional.
Los flujos de audio digital o analógica de vídeo o archivos de vídeo en general contienen algún tipo explícito de tiempo de sincronización, como la forma de entrelazado de vídeo y datos de audio. El tratamiento de los datos debe respetar el tiempo relativo de los datos: por ejemplo, la interpolación de los datos recibidos. Si el tratamiento no respeta el error de sincronización de audio y vídeo, se incrementará cada vez que los datos se pierdan, debido a errores de transmisión o debido a la falta de procesamiento temporizado.
Los errores de sincronización se están convirtiendo en un problema importante en la industria de la televisión digital por el uso de grandes cantidades de procesamiento de señal de vídeo en la producción televisiva,(televisión por radiodifusión y televisión pixelada como pantallas LCD, DLP y plasma).

## Sincronización incorrecta durante el proceso de grabación
Hay diferentes maneras por las cuales la sincronización de audio y vídeo se realiza mal:
- Error de sincronización interna: Diferentes retrasos de procesamiento entre la imagen y el sonido en la cámara de vídeo y micrófono. El retraso de sincronización se fija normalmente.
- Error de sincronización externa: Si se coloca un micrófono alejado de la fuente de sonido, el sonido no se sincronizará bien porque la velocidad del sonido es mucho menor que la velocidad de la luz. Si la fuente de sonido está a 340 metros del micrófono, el sonido llega aproximadamente 1 segundo después de la luz. El retraso en la sincronización del audio y el vídeo depende de la distancia.

Durante la mezcla de videoclips, normalmente el audio o el vídeo deben ser retrasados para que estén sincronizados. El retraso puede variar.
Ejemplos de transmisión (broadcasting) y recepción que pueden obtener sincronización incorrecta:
- Una cámara de vídeo con micrófonos incorporados no puede retrasar el sonido y vídeo los mismos segundos (milisegundos). Una cámara de vídeo debe tener algún tipo explícito de sincronización para poner el vídeo y audio. Las cámaras de vídeo "Solid state" (por ejemplo, el dispositivo de carga acoplada (CCD) y los sensores de imagen CMOS) puede retrasar la señal de vídeo por una o más tramas.

- Una corriente de audio y video se puede corromper durante la transmisión debido a fallos eléctricos (con cable) o interrupciones inalámbricas - esto puede hacer que se desincronize. El retraso normalmente aumenta con el tiempo.

- Hay un amplio uso de circuitos de procesamiento de señales de audio y vídeo con retrasos significativos en los sistemas de televisión. Un circuito de procesamiento de señal de video se utiliza ampliamente y contribuye a retrasos significativos de vídeo. Incluye sincronizadores de marco, procesadores digitales de efectos de vídeo, reducción de ruido de vídeo, convertidores de formato MPEG y procesamiento previo.

- En el campo de la televisión, los problemas de sincronización de audio y vídeo son comúnmente causados cuando cantidades importantes de procesamiento de vídeo se realizan en la parte de vídeo del programa de televisión.

- Un monitor de vídeo con altavoces incorporados no puede retrasar el sonido y el vídeo con los mismos segundos. Algunos monitores de video tienen retrasos de audio internos ajustables para ayudar en la corrección de errores.

## Errores de sincronización en la proyección
- En el cine estos errores de tiempo son causadas por las películas desgastadas saltando sobre las ruedas dentadas proyector de cine, ya que puede tener perforaciones.

- Los errores también pueden ser causados por el proyeccionista a la hora de proyectar la película, aunque esto es raro con proyeccionistas competentes.

- Fuentes típicas de retrasos de vídeo significativo en el campo televisivo incluyen sincronizadores de vídeo y codificadores y descodificadores de compresión de vídeo. Particularmente los codificadores y los decodificadores son utilizados en sistemas de compresión MPEG que se utilizan para retransmitir televisión digital y almacenamiento de programas televisivos y grabación profesional.

- Una fuente de retardo de vídeo significativa se encuentra en las pantallas de televisión pixelados (LCD, pantalla de plasma, DLP) que utilizan un procesamiento complejo de la señal de vídeo para convertir la resolución de la señal de vídeo entrante a la resolución nativa de la pantalla pixelada , por ejemplo la conversión de vídeo de definición estándar a visualizar en una pantalla de alta definición. El "Lip-flap" (desincronización de labios) puede superar los 200 ms de veces.

En la televisión, no es inusual que el error de sincronización de labios varían de más de 100 ms (varios fotogramas de vídeo) de vez en cuando.

## Experiencia del espectador a la incorrecta sincronización
El resultado de la desincronización entre el audio y el video suele dejar a un personaje filmado o televisado moviendo la boca cuando no hay diálogo hablado para acompañarlo. Esto puede ser molesto para el espectador e incluso puede dar lugar a que el espectador no disfrute del programa.
Debido a estas molestias, la sincronización es de interés para la industria de la programación de televisión, incluidas las estaciones de televisión, redes, anunciantes y compañías de producción de programas. Desgraciadamente, la llegada de la alta definición de las tecnologías de pantallas planas (LCD, DLP y plasma) que pueden retrasar el vídeo más que el audio, han trasladado el problema en casa del espectador. Las compañías de los productos de consumo ahora ofrecen ajustes de audio para compensar los cambios de retraso de vídeo en el televisores, receptores A / V.

## Sincronización de las radios
Hay veces que las radios se sincronizan con la televisión, para que los televidentes puedan seguir a la vez las dos cosas. Un ejemplo serían las radios que emiten partidos de fútbol, que muchas veces retrasan la emisión de la señal para que se pueda seguir a la vez con la televisión(Ej. Cadena Ser). El problema es que la gente que lo ve en directo, escucha la retransmisión con retraso.

## Programas de edición de vídeo y audio
- Final Cut Studio
- Adobe Premiere Pro
- Avid Media Composer

## Como sincronizar audio y vídeo
Como sincronizar audio y video separados: Tutorial
- Datos: Q720448